# 齋田萬蔵
齋田 萬蔵（さいた まんぞう、1877年（明治10年）7月17日 - 1944年（昭和19年）7月10日）は、日本の地主、政治家、東京府多額納税者。

## 人物
東京府・齋田又一郎の長男。1907年、家督を相続。農業を営み、地主である。木村痩仙に画を学ぶ。
世田ヶ谷町会議員、同町学務委員、渋谷劇場社長である。宗教は真言宗。趣味は植木、盆栽、絵画。住所は東京市世田谷区代田。

## 家族・親族
世田谷代田の齋田家は、中世には世田谷城主・吉良氏の家臣となり、1590年に吉良氏没落後、この地に帰農し、その開発の中心となった。江戸後期以降は代田村の名主をつとめ、明治に入ると広大な茶園を営み、世田谷の茶業の発展にも尽力した。齋田家の歴代は、書画文芸にも関心が高く、特に9代齋田雲岱（萬蔵、1801年 - 1858年）は画に秀で多くの博物図譜を遺した。11代正脩（又一郎、1858年 - 1907年）は真田謙山に画を学んだ。
- 父・又一郎[4][5]（正脩、1858年 - 1907年）[10]
- 妻・千代（1889年 - ?、東京、池田松五郎の妹）[1][4]
- 長男・平太郎（1906年 - ?）[4][5]
  - 同妻・千代子（1912年 - ?、東京、馬場又吉の二女）[4]
- 男・隆（1910年 - ?）[4][5]
- 三女[4][5]